# Александровское реальное училище (Кременчуг)
Александровское реальное училище — первое среднее учебное заведение города Кременчуг (Полтавская область, Украина), существовавшее с 1878 по 1917 год (до 1878 года действовало в наёмном здании). В 1930 году в бывшем здании училища было открыто первое высшее учебное заведение города, прекратившее существование во время Второй мировой войны. Сожжённое немецкими войсками здание в послевоенные годы было восстановлено, в нём разместился Кременчугский лётный колледж. Здание является памятником истории, до 2016 года входило в перечень памятников архитектуры города.

## История

### Реальное училище
В 1872 году в Российской империи появился новый тип средних учебных заведений — реальные училища, дающие практическое образование. Общее образование в училище заканчивалось в четвёртом классе, с пятого класса начиналась специализация по двум отделениям: основному и коммерческому. После завершения основного шестилетнего курса, ученики седьмого дополнительного класса распределялись по трём отделениям: общему, механическому и химическому. Из общего отделения выпускники поступали в технические институты, а из технических отделений выходили техники второго разряда. 

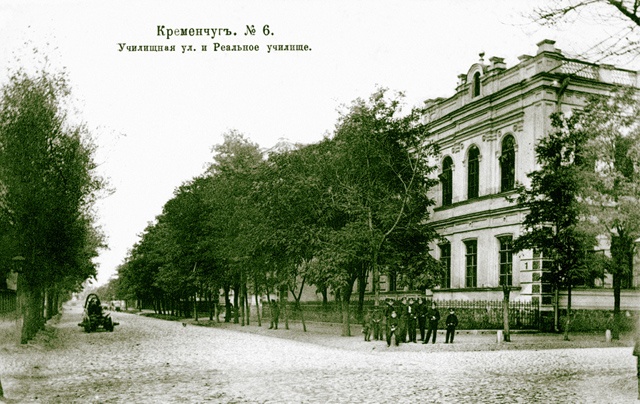
Училище в начале XX века

В 1872 году Кременчугская городская дума подала ходатайство об открытии в городе подобного учебного заведения, а также присвоения ему имени наследника престола Александра Александровича (будущего императора Александра III). 21 декабря 1873 ходатайство было утверждено на «высочайшем» уровне.
Для постройки училища использовались пожертвования купца Смирнова, завещавшего Кременчугу 35 тысяч рублей для развития образования. Из этой суммы дума израсходовала 15 тысяч на приобретение участка земли на Малой Мещанской улице. Остальные средства предназначались для разработки проекта учебного здания и служебных построек.
На постройку здания был государственной думой объявлен конкурс, вызвавший множество нареканий. Так, в петербургском архитектурном журнале «Зодчий» в 1874 году была опубликована критика конкурсных условий. В частности, за нечёткость формулировки был раскритикован пункт о том, что помещения училища «могутъ быть выстроены вновь на незастроенномъ мѣстѣ, принадлежащемъ городу, или же приспособлены въ нынѣ существующихъ зданіяхъ г. Хмѣлевскаго, гдѣ номѣщается теперь реальное училище (по найму), съ постройкою вновь на томъ же дворѣ дополнительнаго зданія». Более того, относительно пункта «парадныя лѣстницы вести близъ комнаты для верхняго платья съ швейцарской и ватерклозетами» автор заметил, что в таком случае «пальто и калоши придется носить въ шинельную чрезъ классы, кабинеты или актовый залъ». Из заметки следует, что стоимость всего здания с отделкой не должна была превышать 120 тысяч. Лучший проект должен был определяться думой или уполномоченными ей лицами, за него полагалась премия. Из заметки того же журнала в 1875 году следует, что в результате премию не присудили никому, вследствие того, что ни один проект не соответствовал требованиям полностью, хотя лучший проект всё же был определён.
В 1876 году вновь была опубликована заметка, из которой следует, что конкурс был признан несостоявшимся, и дума поручила по возможности приобрести все проекты, с чем не согласились их авторы. Тогда дума уполномочила управу приобрести лишь признанный лучшим проект инженера-архитектора К. О. Кюнцеля, после чего к проекту были выдвинуты новые многочисленные требования по дополнениям и изменениям. В качестве причины новых требований журнал указывает то, что автор одного из забракованных проектов, инженер Брусницкий, решил принести его в дар. В новом докладе управы и конкурсной комиссии уже было указано, что победивший проект Кюнцеля «никуда негоденъ» и управа ходатайствовала строить «по даровому, и потому безупречному, проекту г. Брусницкаго». Журнал отмечает, что в комиссии участвовал и сам Брусницкий, и приводит некоторые выдержки из обсуждения проекта Кюнцеля: «общий планъ имеетъ большіе выступы — некрасивъ» и «нѣть надписей размѣровъ во 2-мъ этажѣ». Вердикт журнала: «Избави Богъ отъ этакихъ судей!». В ответ на критику Кременчугский глава опубликовал в журнале ответ, где утверждал, что проект Кюнцеля никогда не признавался лучшим. Корреспонденты журнала затруднились высказать своё окончательное мнение и назвали конкурс темным «какъ и большинство нашихъ конкурсовъ съ очень блестящими обещаніями и обыкновенно съ финаломъ загадочнаго свойства».
В результате автором реализованного проекта реального училища выступил И. Брусницкий. Руководил строительством городской архитектор Александр Несвицкий. Строительство завершилась в 1878 году. Училище стало первым средним учебным заведением в городе. Здание считалось одним из лучших в  Киевском учебном округе. После открытия училища Малая Мещанская улица была переименована в Училищную (ныне улица Коцюбинского). Церковь при училище была освящена в честь Святого Александра Невского.
Кременчугское училище содержалось за счёт платы за учёбу, дотаций от городской думы (10 тыс. рублей), уездного земства (более 5 тыс. рублей в год) и государственного бюджета (более 30 тыс. рублей в год). В конце XIX века в училище обучалось около 300 воспитанников, возглавлял училище статский советник И. Дзюблевский-Дзюбенко. Почётным попечителем, как правило, был городской голова.
В 1870-х годах в Кременчуге действовал еврейский революционный кружок из нескольких выпускников Кременчугского реального училища, которые предоставляли средства партии «Земля и воля». В 1882 году в рамках расследования деятельности «тайного кружка воспитанников Кременчугского реального училища» была изъята революционная литература, участники были арестованы.
При реальном училище действовал театральный кружок, в котором начал свою творческую деятельность Анисим Суслов. Режиссёрские обязанности исполнял Марк Кропивницкий (также работавший в Кременчугском театре).

### Учительский и педагогический институты
Во время революции и гражданской войны (1917 — 1921) занятия в училище прекратились. Реальные училища Российской империи были упразднены. Здание Кременчугского Александровского училища было передано воинской части, в нём разместилась дивизионная школа. В 1923 году газета «Наш путь» опубликовала заметку о том, что малый президиум Кременчугского окружного исполнительного комитета признал необходимым выселить школу из здания бывшего Александровского училища и передать его для размещения трёхгодичных педагогических курсов. До этого курсы несколько лет располагались в бывшем здании общества вспомоществования бедным.
Одной из задач первой пятилетки советской власти (1928–1933) стал переход ко всеобщему начальному образованию и всеобщему неполному среднему образованию в городах, для чего требовалось увеличение числа педагогических работников. Для решения этой проблемы в 1930 году в дополнение к существующим учреждениям педагогического профиля были созданы институты социального воспитания в составе трёх факультетов: школьного, педолого-педагогического и внешкольного. Срок обучения составлял три года. В сентябре 1930 года в бывшем здании Александровского училища постановлением Совета Народных Комиссаров Украины открылся институт социального воспитания — первое в истории Кременчуга высшее учебное заведение. При институте был открыт рабочий факультет.
В 1934 году в связи с переходом ко всеобщему семилетнему образованию в стране и возросшей потребностью в педагогических кадрах для школ, стали организовываться учительские институты, готовившие учителей для 5–7 классов. Срок обучения составлял два года. Кременчугский институт социального воспитания также был преобразован в учительский институт.  Всего в 1930-е годы на Украине работало 14 подобных институтов.
Кременчугский институт активно укреплял материально-техническую базу, наращивал кадровый потенциал и увеличивал количество студентов. Бюджет института с 1935 по 1938 год вырос примерно 1,7 раза. В первой половине 30-х годов рядом с учебным корпусом было выстроено 3-х этажное студенческое общежитие на 345 студентов, общей площадью 2455,55 кв. м. Во дворе института располагались столовая, медпункт, парикмахерская, швейная мастерская, прачечная.
В марте 1939 года учёный совет института обратился к городскому совету с ходатайством о преобразовании учительского института в педагогический. Просьба была удовлетворена, в сентябре 1940 года состоялся первый набор в педагогический институт. Таким образом, последний учебный год перед Великой Отечественной войной учительский и педагогический институты сосуществовали одновременно на учебных площадях бывшего Александровского реального училища.  В институте обучалось около 1000 студентов, работало более 50 преподавателей, в том числе 2 профессора и 2 доцента. Обучение осуществлялось на нескольких факультетах: филологическом (украинский и русский язык, литература), французского, английского языков и физико-математическом. Научная библиотека института насчитывала более 65 тыс. книг.
С наступлением немецких войск в 1941 году институт не успел эвакуироваться. Многие студенты и преподаватели приняли участие в обороне города в Кременчугской дивизии народного ополчения. В 1943 году отступающие немецкие войска сожгли здание (всего было утрачено около 97 процентов жилого фонда города).

### Лётное училище
После войны институт не был возрождён. Обгоревшая коробка здания использовалась пуговичной фабрикой. После восстановления здания в 1961 году в нём разместилось новообразованное «Кременчугское ордена Дружбы народов лётное училище гражданской авиации» (ныне Кременчугский лётный колледж). Целью создания училища была подготовка пилотов и техников гражданских вертолётов. Здание общежития было также восстановлено после войны и использовалось лётным училищем. Было снесено во время строительства нового учебного корпуса училища в 1988 году.

## Памятник архитектуры и истории
Здание училища было признано памятником архитектуры. В 2016 году исключено из перечня (см. Перечень памятников архитектуры Кременчуга). Признано памятником истории.

## Известные выпускники

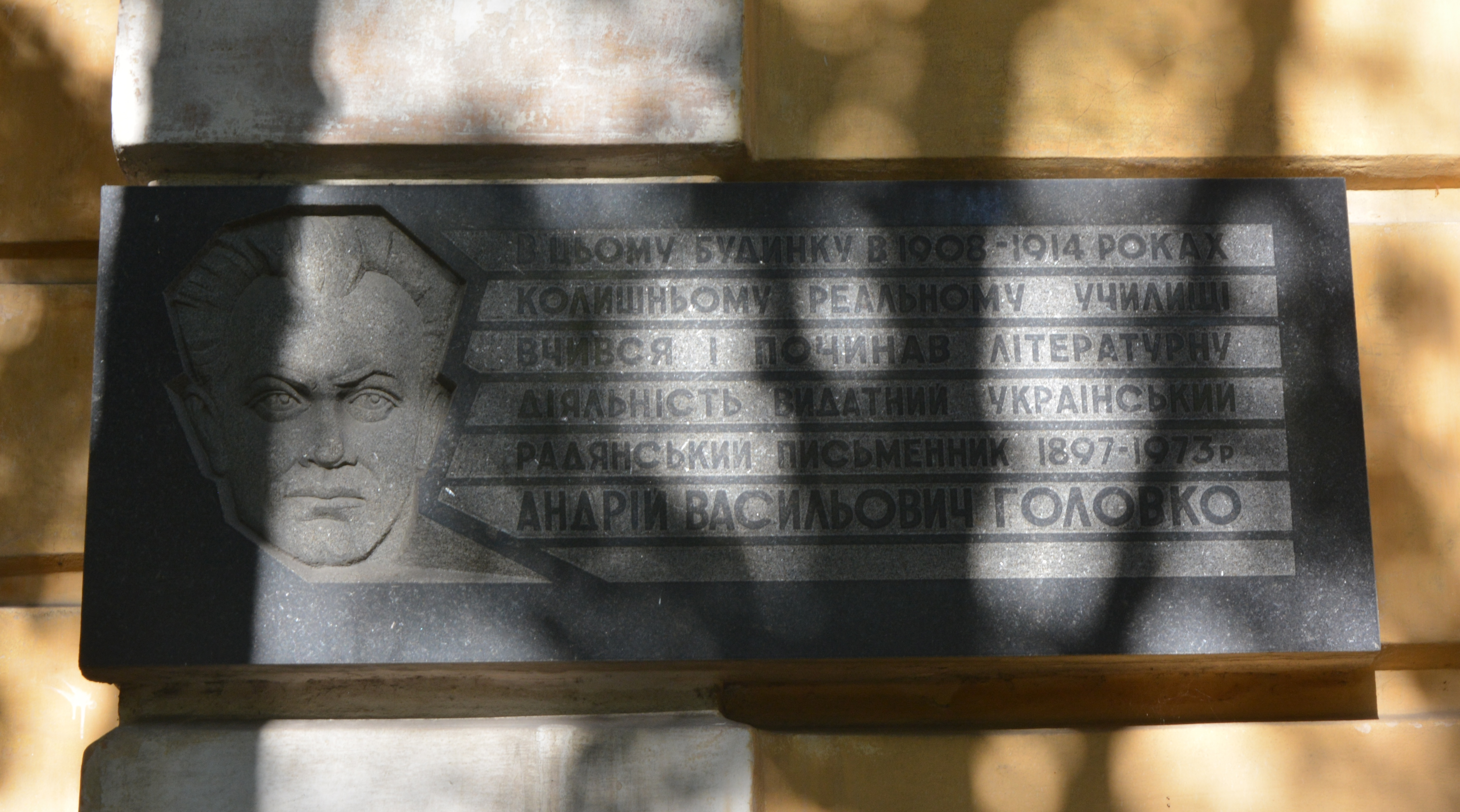
Мемориальная доска, посвященная Головко

- Виталий Семёнович Макаренко  —  офицер Русской императорской армии, участник Первой мировой войны и Белого движения на Юге России, брат известного советского педагога и писателя, Макаренко Антона Семёновича. Учился в Александровском реальном училище.
- Андрей Васильевич Головко — известный украинский писатель, один из основоположников украинской советской прозы. Учился в  Александровском реальном училище в 1908—1914 годах.
- Василий Александрович Сухомлинский — педагог, член-корреспондент АПН СССР, заслуженный учитель УССР, Герой Социалистического Труда. Учился в институте на факультете украинского языка и литературы в 1934—1935 годах.
- Сергей Николаевич Гербель — государственный деятель Российской империи, член Государственного Совета, председатель Совета министров Украинской Державы в ноябре—декабре 1918 года. Учился в реальном училище.
- Тимофей Максимович Шашло — командир танка 1-го танкового полка 1-й танковой бригады 21-й армии Юго-Западного фронта, старший сержант. Герой Советского Союза, доктор педагогических наук, заслуженный учитель УССР. Обучался в педагогическом институте.